# SEIKO MATSUDA COUNT DOWN LIVE PARTY 2006-2007
『SEIKO MATSUDA COUNT DOWN LIVE PARTY 2006-2007』（セイコ・マツダ・カウント・ダウン・ライヴ・パーティ・2006-2007）は、松田聖子のライブ・ビデオ。2007年3月28日DVD発売。2009年7月8日にはBlu-ray Discで発売。発売元はSony Records。

## 解説
2006年12月31日から2007年1月1日にかけて東京体育館にて行われたカウントダウン・ライヴの模様を収録したDVD及びBlu-ray Disc。

## 収録曲
1. Overture
2. 雨のコニー・アイランド
3. Dancing Café
4. マンハッタンでブレックファスト
5. Kimono Beat
6. ピンクのスクーター
7. MC1
8. ピーチ・シャーベット
9. 秘密の花園
10. 渚のバルコニー
11. 螢の草原
12. セイシェルの夕陽
13. MC2
14. 水色の朝
15. 瞳はダイアモンド
16. P・R・E・S・E・N・T
17. MC3
18. Only My Love
19. MC4
20. 青い珊瑚礁
21. 風は秋色
22. 白いパラソル
23. 旅立ちはフリージア
24. チェリーブラッサム
25. Rock'n Rouge
26. 夏の扉
27. 天使のウィンク
28. 20th Party
29. MC5
30. 赤いスイートピー